# Charbonnières-les-Varennes
Pour les articles homonymes, voir Charbonnières et Varennes.
Charbonnières-les-Varennes est une commune française située dans le département du Puy-de-Dôme, en région Auvergne-Rhône-Alpes.
La commune est proche de la ville de Riom et fait partie de la communauté d'agglomération de cette dernière. Elle fait aussi partie de la vaste aire d'attraction de Clermont-Ferrand et du parc naturel régional des Volcans d'Auvergne.
Ses habitants, au nombre de 1 914 au recensement de 2022, sont appelés les Coupaux.

## Géographie

### Localisation
À 6 km de Volvic et 25 de Clermont-Ferrand, Charbonnières-les-Varennes est une commune très vaste s'étendant sur 3 200 hectares. Située en pays des Combrailles, Charbonnières-les-Varennes offre un milieu naturel de moyenne montagne.
Elle fait partie de la communauté d'agglomération Riom Limagne et Volcans et du pays du Grand Clermont.
Avant la nouvelle délimitation des cantons de 2014, Charbonnières-les-Varennes était rattachée au canton de Manzat.

### Lieux-dits et écarts
Charbonnières-les-Varennes est une commune bicéphale. Deux « bourgs » la constituent. Le village de Paugnat (ancienne section) est doté d'une église, d'une école et de commerces. Le bourg de Charbonnières-les-Varennes est également doté d'une église et d'une école. En plus de la mairie, on y trouve un bureau de poste et un commerce.
La commune regroupe 17 villages et hameaux : Beaunit, Bois des Fayes, Puy des Littes, Bois Latia, Douhady, Dourioux, Facemeunier, Grelières, La Félidas, la MazIère, la Suchère, la Védrine, le Bourgnon, le Bouix, le Pradet, les Brossons, les Cheyres, les Grands Tournants, Monchebrou, Montaclier, Paugnat, Puy de Champ-Vallée, Puy de la Goulie, Puy de Monceau, Puy de Paugnat, Puy de Saint-Priest, Puy des Bannières, Puy des Marais, Puy Desmarest, Puy de Verrières, Saint-Joseph, Suc de Beaunit, Suc de Villeneuve, Sucq des Filles, Verrières, Veygoux, Villeneuve.

### Communes limitrophes
Sept communes sont limitrophes :
| Manzat      | Loubeyrat                  |                     |
| Pulvérières | Charbonnières-les-Varennes | Enval, Châtel-Guyon |
| Saint-Ours  |                            | Volvic              |

### Hydrographie
La commune est traversée par l'Ambène.

### Climat
Pour des articles plus généraux, voir Climat d'Auvergne-Rhône-Alpes et Climat du Puy-de-Dôme.
En 2010, le climat de la commune est de type climat des marges montargnardes, selon une étude du Centre national de la recherche scientifique s'appuyant sur une série de données couvrant la période 1971-2000. En 2020, Météo-France publie une typologie des climats de la France métropolitaine dans laquelle la commune est exposée à un climat de montagne ou de marges de montagne et est dans une zone de transition entre les régions climatiques « Ouest et nord-ouest du Massif Central » et « Nord-est du Massif Central ». 
Pour la période 1971-2000, la température annuelle moyenne est de 9 °C, avec une amplitude thermique annuelle de 15,2 °C. Le cumul annuel moyen de précipitations est de 847 mm, avec 10 jours de précipitations en janvier et 8 jours en juillet. Pour la période 1991-2020, la température moyenne annuelle observée sur la station météorologique de Météo-France la plus proche, « Sayat_sapc », sur la commune de Sayat à 10 km à vol d'oiseau, est de 11,2 °C et le cumul annuel moyen de précipitations est de 776,1 mm,. Pour l'avenir, les paramètres climatiques de la commune estimés pour 2050 selon différents scénarios d'émission de gaz à effet de serre sont consultables sur un site dédié publié par Météo-France en novembre 2022.

## Urbanisme

### Typologie
Au 1er janvier 2024, Charbonnières-les-Varennes est catégorisée commune rurale à habitat dispersé, selon la nouvelle grille communale de densité à sept niveaux définie par l'Insee en 2022.
Elle est située hors unité urbaine. Par ailleurs la commune fait partie de l'aire d'attraction de Clermont-Ferrand, dont elle est une commune de la couronne,. Cette aire, qui regroupe 209 communes, est catégorisée dans les aires de 200 000 à moins de 700 000 habitants,.

### Occupation des sols
L'occupation des sols de la commune, telle qu'elle ressort de la base de données européenne d’occupation biophysique des sols Corine Land Cover (CLC), est marquée par l'importance des territoires agricoles (55,1 % en 2018), en diminution par rapport à 1990 (56,9 %). La répartition détaillée en 2018 est la suivante : prairies (40,4 %), forêts (35,6 %), zones agricoles hétérogènes (14,8 %), zones urbanisées (4,5 %), milieux à végétation arbustive et/ou herbacée (4,5 %), zones industrielles ou commerciales et réseaux de communication (0,2 %). L'évolution de l’occupation des sols de la commune et de ses infrastructures peut être observée sur les différentes représentations cartographiques du territoire : la carte de Cassini (XVIIIe siècle), la carte d'état-major (1820-1866) et les cartes ou photos aériennes de l'IGN pour la période actuelle (1950 à aujourd'hui).

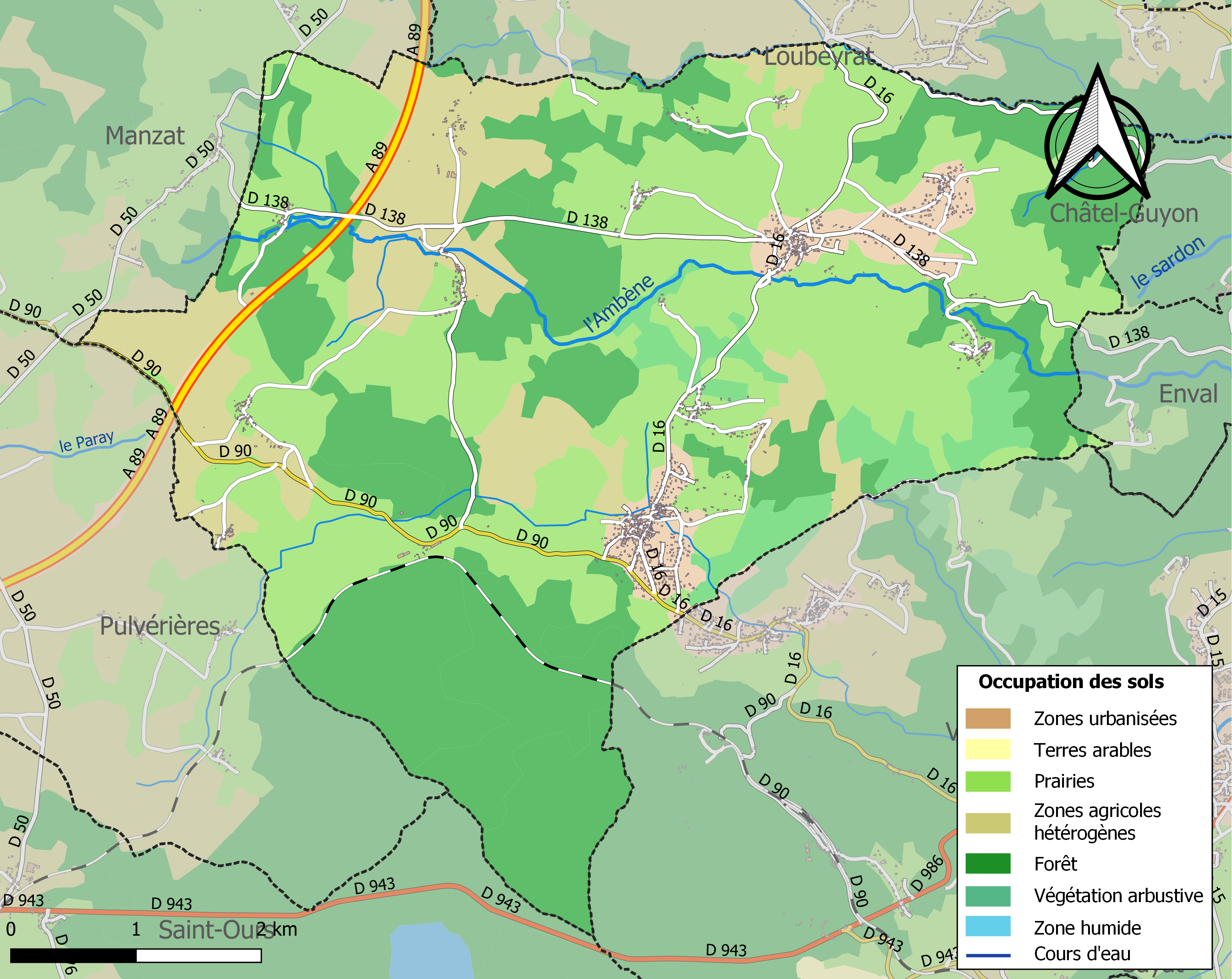
Carte des infrastructures et de l'occupation des sols de la commune en 2018 (CLC).

### Voies de communication et transports
Le territoire communal est traversé par les routes départementales 16 (axe de Loubeyrat à Volvic ; il existe aussi une RD 16B à Paugnat), 90 (de Saint-Georges-de-Mons à Volvic), 138 (vers Enval) et 455. L'autoroute A89 passe à l'ouest de la commune, les deux accès les plus proches sont à Manzat et à Pontgibaud.
Enfin, elle est au carrefour de deux lignes ferroviaires, l'une, inexploitée, de Lapeyrouse à Volvic, l'autre, ouverte au trafic voyageurs, d'Eygurande - Merlines à Clermont-Ferrand. La gare la plus proche est située à Volvic.
Charbonnières-les-Varennes est desservie par le transport à la demande du réseau RLV Mobilités permettant aux usagers de rejoindre Enval, Marsat, Mozac, Riom ou tout autre point d'arrêt de la zone TAD 1 couvrant les communes de l'ouest de la communauté d'agglomération.

## Toponymie
Le nom du village constitue le meilleur témoignage de son histoire. Il est en effet aisé de voir qu'il fut fondé autour d'anciennes charbonnières ou charbonneries. Le terme désignait désignait, autrefois, un « endroit où l'on fait du charbon de bois », une clairière d'une forêt (que l'on avait parfois défrichée) où des ouvriers fabriquaient du charbon de bois. Celui-ci était utilisé pour le chauffage et l'alimentation en combustible des forges et des fonderies de fer ; les cendres servaient à la fabrication du verre ou au lavage des tissus.

## Histoire
- 945 : construction de l’église du bourg.
- 1792 : la commune appartient au canton de Volvic.
- 21 mai 1815 : élection du maire.
- 1815 : la commune appartient au canton de Manzat.
- 1857 : construction de la route du bourg à Pauniat.
- 1880 : première école de filles et de garçons.
- 1885 : construction du nouveau cimetière du bourg.
- 1852 : changement de la cloche du bourg (Augmentation des impôts sur 2 ans pour financer une partie).
- 1854 : découverte des écoles clandestines par l’académie (des classes mixtes).
- 1892 : création de la section de vote de Paugnat (4 élus pour Paugnat et 12 pour le reste de la commune).
- 1912 : construction de l’école au bourg (actuellement la mairie) – École Payante.
- 1922 : arrivée du bureau de Poste et de la cabine téléphonique dans celui-ci.
- 6 juin 1931 : première mise sous tension de l’électricité du bourg le jour de la fête.
- 1933 : projet de barrage soit à hauteur de Beauvaleix soit à Hauteur de la Gunchère.
- 1936 : abandon du projet du barrage.
- 25 mai 1939 : Volvic met en place un captage d’eau sur la commune en acceptant de fournir de l’eau à Paugnat.
- 1946 : création du captage de Grelière.
- 1977 : seulement 11 particuliers possèdent un abonnement au téléphone.

## Politique et administration

### Administration municipale
Réuni le 28 mars 2014, le conseil municipal a réélu le maire sortant Gérard Chansard à l'issue des élections municipales de 2014 et a désigné cinq adjoints, trois conseillers délégués et dix conseillers municipaux.

### Liste des maires
| Période                                  | Période                   | Identité          | Étiquette | Qualité     |
| ---------------------------------------- | ------------------------- | ----------------- | --------- | ----------- |
| Les données manquantes sont à compléter. |                           |                   |           |             |
| maire en 1938                            | ?                         | Joseph Leyrit     |           | Agriculteur |
| février 1994                             | mars 2008                 | Christian Marchal | SE        |             |
| mars 2008                                | En cours (au 9 août 2020) | Gérard Chansard,  | DVD       | Retraité    |

### Finances locales
Les données sont comparées avec la moyenne de la strate des communes de 500 à 2 000 habitants, ainsi qu'à l'intercommunalité à laquelle est rattachée la commune :
| en euros par habitant       | Charbonnières-les-Varennes | Moyenne de la strate | Volvic Sources et Volcans |
| --------------------------- | -------------------------- | -------------------- | ------------------------- |
| Produits de fonctionnement  | 737 €                      | 758 €                | 357 €                     |
| Charges de fonctionnement   | 629 €                      | 611 €                | 297 €                     |
| Ressources d'investissement | 198 €                      | 404 €                | 177 €                     |
| Emplois d'investissement    | 278 €                      | 417 €                | 175 €                     |
| Capacité d'autofinancement  | 128 €                      | 156 €                | 81 €                      |
| Endettement                 | 726 €                      | 601 €                | 48 €                      |

En 2013, la commune de Charbonnières-les-Varennes possédait des valeurs d'investissement très inférieures à la moyenne de la strate. Elle est également plus endettée. Les produits de fonctionnement s'élevaient à 1,164 million d'euros et les charges à 993 000 euros. En investissement, ces montants sont respectivement, en ressources et en emplois, de 313 000 et de 439 000 euros.
Le budget primitif 2015, voté lors de la séance du conseil municipal du 9 avril 2015, s'élève, à l'euro près, à 1 397 207 € en fonctionnement et à 1 107 891 € en investissement.

### Jumelage
La commune n'est pas jumelée.

## Population et société

### Démographie
L'évolution du nombre d'habitants est connue à travers les recensements de la population effectués dans la commune depuis 1793. Pour les communes de moins de 10 000 habitants, une enquête de recensement portant sur toute la population est réalisée tous les cinq ans, les populations de référence des années intermédiaires étant quant à elles estimées par interpolation ou extrapolation. Pour la commune, le premier recensement exhaustif entrant dans le cadre du nouveau dispositif a été réalisé en 2004.

En 2022, la commune comptait 1 914 habitants, en évolution de +12,72 % par rapport à 2016 (Puy-de-Dôme : +2,1 %, France hors Mayotte : +2,11 %).
| 1793  | 1800  | 1806  | 1821  | 1831  | 1836  | 1841  | 1846  | 1851  |
| ----- | ----- | ----- | ----- | ----- | ----- | ----- | ----- | ----- |
| 1 327 | 1 204 | 1 289 | 1 349 | 1 318 | 1 331 | 1 277 | 1 483 | 1 551 |

| 1856  | 1861  | 1866  | 1872  | 1876  | 1881  | 1886  | 1891  | 1896  |
| ----- | ----- | ----- | ----- | ----- | ----- | ----- | ----- | ----- |
| 1 535 | 1 501 | 1 609 | 1 569 | 1 570 | 1 659 | 1 675 | 1 660 | 1 681 |

| 1901  | 1906  | 1911  | 1921  | 1926  | 1931  | 1936  | 1946 | 1954 |
| ----- | ----- | ----- | ----- | ----- | ----- | ----- | ---- | ---- |
| 1 597 | 1 609 | 1 558 | 1 448 | 1 326 | 1 222 | 1 185 | 986  | 923  |

| 1962 | 1968 | 1975 | 1982 | 1990  | 1999  | 2004  | 2006  | 2009  |
| ---- | ---- | ---- | ---- | ----- | ----- | ----- | ----- | ----- |
| 875  | 838  | 895  | 909  | 1 177 | 1 215 | 1 318 | 1 397 | 1 518 |

| 2014  | 2019  | 2022  | - | - | - | - | - | - |
| ----- | ----- | ----- | - | - | - | - | - | - |
| 1 662 | 1 789 | 1 914 | - | - | - | - | - | - |

Les 1 638 habitants de la commune (recensement 2014)[réf. nécessaire] sont répartis dans les hameaux tels que :
- le Bourg (218)
- Paugnat (707)
- Beaunit (80)
- Dourioux (27)
- la Mazière (41)
- le Bouy (33)
- Villeneuve (14)
- Grelière (38)
- Verrières (59)
- le Bourgnon (26)
- la Védrine (55)
- les Brossons (77)
- Douhady (185)
- Facemeunier (63)
- autres (15)

### Enseignement
La commune dépend de l'académie de Clermont-Ferrand.
Deux écoles sont présentes dans la commune, une dans le bourg et une dans le hameau de Paugnat.
Les élèves poursuivent au collège Victor-Hugo, à Volvic, puis à Riom, au lycée Virlogeux pour les filières générales et STMG, ou au lycée Pierre-Joël-Bonté pour la filière STI2D.

### Sports et loisirs
Charbonnières-les-Varennes a été une commune de passage de la 10e étape du Tour de France 2025 (Ennezat – Le Mont-Dore - Puy de Sancy) le 14 juillet 2025.

## Culture locale et patrimoine

### Sites touristiques

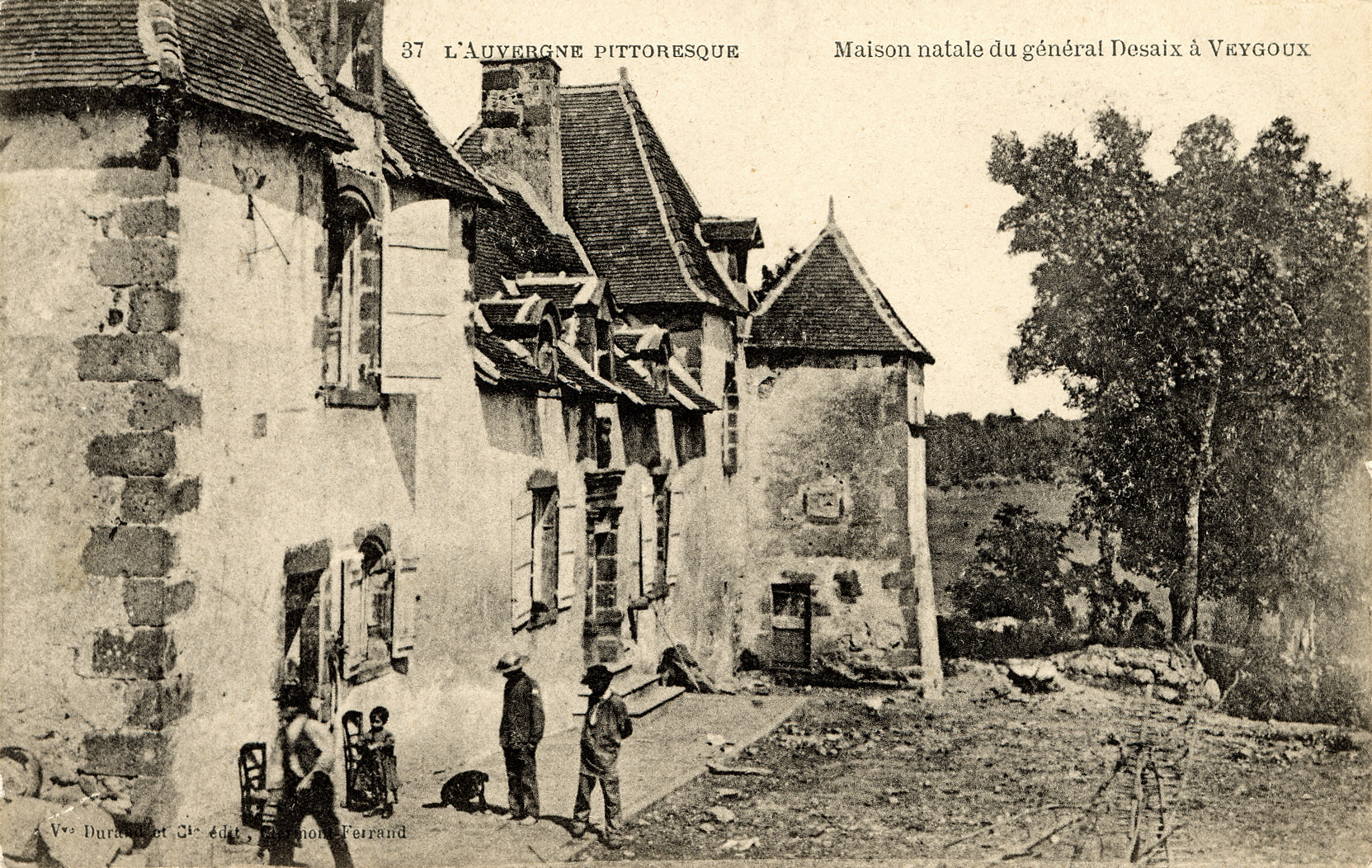
Manoir de Veygoux.

Le manoir de Veygoux, construit au XVIIe siècle, a accueilli l'enfance du général Desaix, fidèle compagnon de Napoléon Bonaparte. Il accueille aujourd'hui un musée, propose des événements et des espaces de réception.
Le moulin d'Edmond, ancien moulin à farine transformé par la suite en minoterie dans les années 1930. Le moulin d'Edmond est un lieu privé ouvert à la visite gratuitement trois week-end dans l'année.

### Personnalités liées à la commune
- Louis Charles Antoine Desaix, général français (Saint-Hilaire-d'Ayat °17 août 1768, † Marengo 14 juin 1800). Afin de se distinguer de son frère, il ajouta à son nom celui du fief de ses ancêtres, le fief de Veygoux (commune de Charbonnières-les-Varennes) et signa Desaix de Veygoux ;
- Louis Jean Desaix de Veygoux (° 8 janvier 1790 - Charbonnières-les-Varennes † 28 juillet 1845 - Auxerre), fut un militaire et homme politique français du XIXe siècle, neveu du précédent.

### Héraldique
| Blason de Charbonnières-les-Varennes | Blason  | Tranché : au 1er de sable à neuf étoiles d'or, 3, 3, 2 et 1, au 2d de gueules à huit étoiles d'or, 1, 1, 2, 2 et 2 ; à la bande ondée d'argent chargée de trois coquilles de gueules. |
| Blason de Charbonnières-les-Varennes | Détails | Le statut officiel du blason reste à déterminer. |